# Flagge der Marshallinseln
Die Flagge der Marshallinseln wurde gleichzeitig mit der Unabhängigkeit der Inselgruppe am 1. Mai 1979 offiziell eingeführt.

## Beschreibung und Bedeutung
Das Seitenverhältnis der Nationalflagge beträgt 10 zu 19.
| System                      | Blau     | Orange    | Weiß        |
| --------------------------- | -------- | --------- | ----------- |
| RGB                         | 0-56-147 | 221-117-0 | 255-255-255 |
| Hexadezimale Farbdefinition | #003893  | #DD7500   | #FFFFFF     |

Die Farben und der Aufbau haben folgende Bedeutung:
- Der blaue Hintergrund stellt den Pazifischen Ozean dar.
- Das weiße Band steht für die Inselkette Ratak („Sonnenaufgang“).
- Das orange Band symbolisiert die Inselkette Ralik („Sonnenuntergang“).
- Alternativ können die Farben Weiß und Orange auch Frieden und Mut bedeuten.
- Die beiden Streifen weiten sich nach oben, was als ein Symbol für steigenden Wohlstand und Lebensfreude auf den Inseln gedeutet wird.
- Der Stern symbolisiert das christliche Kruzifix. Die 24 Strahlen symbolisieren je einen Verwaltungsbezirk der Marshallinseln. Die vier großen Strahlen stehen für die vier Hauptbezirke Majuro (Hauptstadt), Ebeye, Jaluit und Kwajalein. Die Position des Sterns gibt die Lage der Inselgruppe knapp über dem Äquator wieder.

## Geschichte

Flagge der Ralik-Inseln (Marschallflagge), 1878–1894

Zwischen 1878 und 1894 führten die Ralik-Inseln eine eigene Flagge, die ihnen durch die deutsche Kolonialmacht überreicht worden war.
Die heutige Nationalflagge wurde von Emlain Kabua entworfen, der Frau des ersten Regierungschefs Amata Kabua der Marshallinseln. Der Entwurf setzte sich bei einem Wettbewerb gegen etwa 50 andere Beiträge durch.